# Gamboa
Gamboa és un barri de Rio de Janeiro al Brasil. Localitzat a la zona portuària de Rio. Hi ha comerços, indústries i residències de classe mitjana. La paraula "gamboa" significa o bé "codony" o bé fons als cursos d'aigua que donen la impressió de llacs. El segon sentit de la paraula porta a l'aspecte físic del barri, que es troba a la vora una zona d'aigua tranquil·la de la badia de Guanabara. La seva IDH l'any 2000 era de 0,792, la 97a de la ciutat de Rio de Janeiro.

## Història
Entre la fi del segle XVIII i una bona part del segle xix, Gamboa va ser un barri agradable i pintoresc, escollit per l'aristocràcia i pels carioques adinerats per situar-hi les seves vil·les i palaus. A prop del mar, adossat a un turó, Gamboa va servir de residència per al futur Vescomte de Maua, entre d'altres. Gamboa era igualment el barri favorit dels grans negociants anglesos establerts a la capital de l'Imperi del Brasil. La seva proximitat al nucli urbà (Centro) i el seu port eren factors de comoditat que van dur a la seva valorització. Gamboa va ser igualment el lloc escollit per acollir el cementiri dels anglesos (cemiterio dos Ingleses), una de les necròpolis més antigues del Brasil. A partir de final del segle xix, Gamboa va perdre poc a poc el seu estatus quan l'aristocràcia va començar a ocupar els barris més meridionals de Catete, Glória, Flamengo, Botafogo i Laranjeiras, fugint de la proximitat amb el port.
Després de la campanya militar de la Guerra dels Canudos l'any 1897, Gamboa va rebre els contingents de soldats que havien marxat a lluitar a Bahia. Sobre els pendents del Morro da Providência va néixer la primera favela descrita com a tal. El nom "favela" prové d'un turó de Bahia que, segons els seus nous habitants, era molt similar al Morro da Providência.

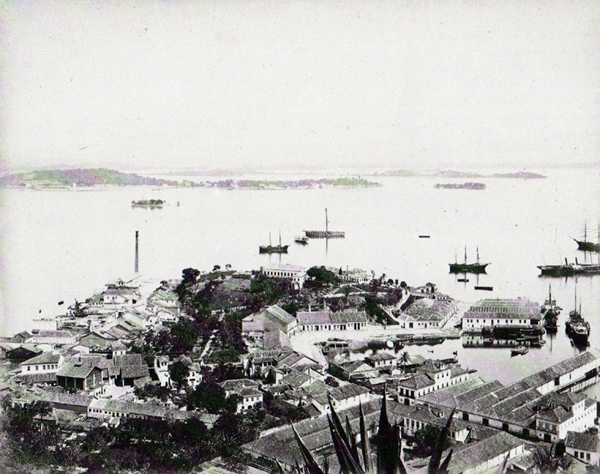
El barri en primer terme en la foto Gamboa e Caju, presa el 1864 pel fotògraf suís George Leuzinger

Al començament del segle XX, les obres de moviments de terres i de sanejament del Port de Rio de Janeiro van allunyar Gamboa del mar. Al barri va ser construït el primer túnel urbà de Rio de Janeiro, el túnel João Ricardo. El barri és igualment tallat per l'Elevado da Perimetral, via ràpida que connecta la Avenida Brasil a la zona nord al centre de Rio de Janeiro
Com a barri pròpiament dit, Gamboa va néixer oficialment l'any 1981 per un decret municipal de creació del prefecte de llavors, Marcos Tamoyo, amb la intenció d'augmentar el desenvolupament socioeconòmic de la Zona Portuària. Però amb el temps, el creixement desordenat va englobar tota la regió (compresos els barris de Saúde i de Santo Cristo) a un llarg procés de decrepitud que va durar fins al començament del segle XXII quan la prefectura va tornar a començar a invertir a la regió portuàri,. que va guanyar la Cidade do Samba Joãozinho Trinta, una vil·la olímpica, i l'aquari municipal, en un dels magatzems desafectats. D'altra banda, Gamboa ha vist la multiplicació dels llocs de música i espectacle, en particular al carrer Sacadura Cabral, des de l'hospital dos Servidores fins a la Praça da Harmonia.

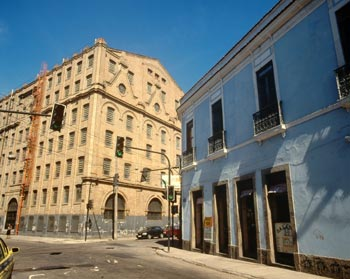
Molins Fluminense, lloc històric de producció de farina a Gamboa

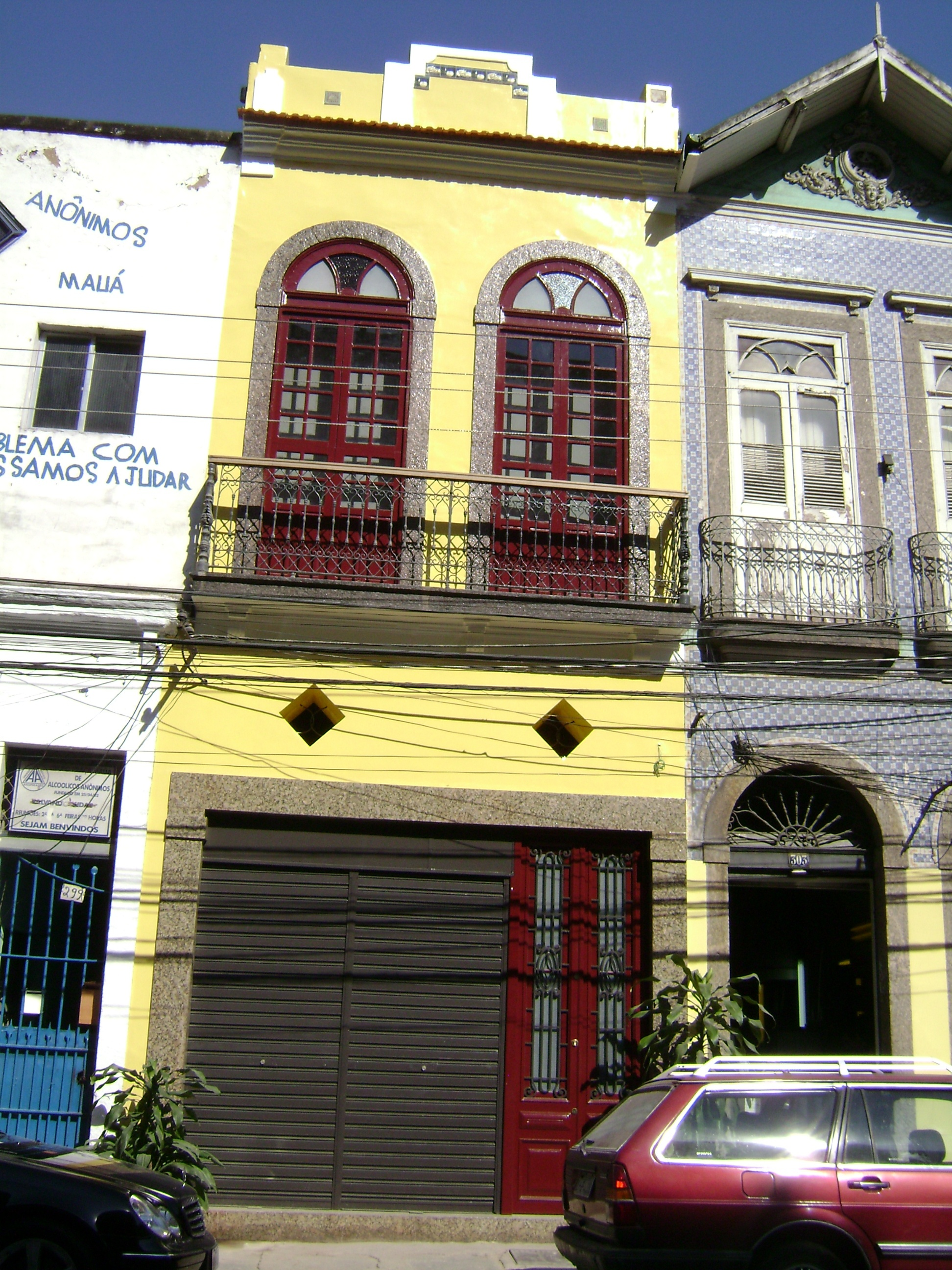
Habitatge de la Rua Sacadura Cabral

## Geografia

### Llocs principals
- Carrer Sacadura Cabral, que connecta la Praça da Harmonia a la Avenida Rio Branco, al cor del Centro, passant per l'Hospital dos Servidores do Estado i pel cinquè batalló de la Policia Militar; principalment d'ús comercial.
- Avinguda Venezuela, ampla via en sentit contrari del carrer Sacadura Cabral, que envolta alguns dels principals magatzems de la ciutat i passa pel complex do Moinho Fluminense; principalment d'ús industrial.
- Carrer do Livramento, comença a la Avenida Venezuela i va fins a barri de Santo Cristo, passant per la seu de les Diários Associados (sindicat dels mitjans de comunicació).
- Carrer Pedro Ernesto, altre lloc de gran importància, amb un gran nombre de grafistes i tipògrafs, així com residències.
- Praça da Harmonia, on es troba el Batalhão da Polícia Militar i el Moinho Fluminense, se situa entre el Carrer Pedro Ernesto i la Rua do Propósito. Hi existia antany el mercat da Harmonia (Mercado da harmonia), que va evolucionar en una plaça urbanitzada, amb jardins i bancs on els habitants es reunissin de vegades per a partides de joc de dames. La plaça és envoltada per construccions històriques variades.

### Barris limítrofs
Gamboa pertany a la zona central de Rio. El barri és envoltat al nord per la badia de Guanabara, a l'Oest pel barri de Santo Cristo del qual és separat pel Morro da Providencia, a l'est pel barri de Saúde amb el qual Gamboa és estretament associat, i al Sud per la gran artèria de la avinguda Presidente Vargas que marca el començament del Centro (nucli urbà) .